# Christopher Mintz-Plasse
Christopher Charles Mintz-Plasse (Los Angeles, 20 juni 1989) is een Amerikaans acteur. Hij werd gecast als Fogell in zijn film- en acteerdebuut Superbad naar aanleiding van een zelfgemaakte foto van zichzelf, omdat hij nog op school zat en geen professionele begeleiding had. Voor zijn rol hierin als een door iedereen behalve hijzelf als nerd beschouwde middelbare scholier, werd hij genomineerd voor de MTV Movie Award voor beste doorbraak.
Mintz-Plasse verschijnt voornamelijk in filmkomedies. In Superbad speelde hij samen met hoofdrolspelers Michael Cera en Jonah Hill. Hij was later opnieuw samen te zien met Cera in Year One. Met Hill werkte hij opnieuw samen aan een film door net als hij zijn stem in te spreken voor een personage in de animatiefilm How to Train Your Dragon. Ze zijn daarin allebei te horen als stem van een leerling in een klasje jonge leerling-drakenjagers, in Mintz-Plasses geval die van de intelligente dikkerd Fishlegs Ingerman.
Ook speelde hij (als zichzelf) in de webisode serie "The Far Cry Experience" waarin hij weken in het zand werd begraven door Vaas Montenegro.

## Filmografie
| Jaar | Titel                      | Rol                            | Opmerkingen                  |
| ---- | -------------------------- | ------------------------------ | ---------------------------- |
| 2007 | Superbad                   | Fogell/McLovin                 |                              |
| 2008 | Role Models                | Augie Farcques                 |                              |
| 2009 | Year One                   | Isaac                          |                              |
| 2010 | How to Train Your Dragon   | Fishlegs Ingerman              | Stem                         |
| 2010 | Kick-Ass                   | Chris D'Amico/Red Mist         |                              |
| 2010 | Marmaduke                  | Giuseppe                       | Stem                         |
| 2011 | Fright Night               | "Slechte" Ed Lee               |                              |
| 2012 | ParaNorman                 | Alvin                          | Stem                         |
| 2012 | Pitch Perfect              | Tommy                          |                              |
| 2013 | Movie 43                   | Mikey                          | Segment: "Middleschool Date" |
| 2013 | This Is the End            | Christopher Mintz-Plasse       | Cameo                        |
| 2013 | The To Do List             | Duffy                          |                              |
| 2013 | Kick-Ass 2                 | Chris D'Amico/The Motherfucker |                              |
| 2014 | Bad Neighbours             | Scoonie                        |                              |
| 2014 | How to Train Your Dragon 2 | Fishlegs Ingerman              | Stem                         |
| 2015 | Tag                        | Jacob                          |                              |
| 2016 | Get a Job                  | Ethan                          |                              |
| 2016 | Bad Neighbours 2           | Scoonie                        |                              |
| 2016 | Trolls                     | Prince Gristle                 | Stem                         |

- Bibsys: 10067175
- Biblioteca Nacional de España: XX4834928
- Bibliothèque nationale de France: cb165950018 (data)
- Gemeinsame Normdatei: 142407992
- International Standard Name Identifier: 0000 0001 1478 8060
- Library of Congress Control Number: no2009109063
- MusicBrainz: 79e5aaac-5804-4834-95c8-beb5d580982d
- Nederlandse Thesaurus van Auteursnamen: 370549287
- Système universitaire de documentation: 147396913
- Virtual International Authority File: 100933961
- WorldCat: E39PBJwX4Hww9G3mYwjhKydxXd